# 格罗塞托主教座堂

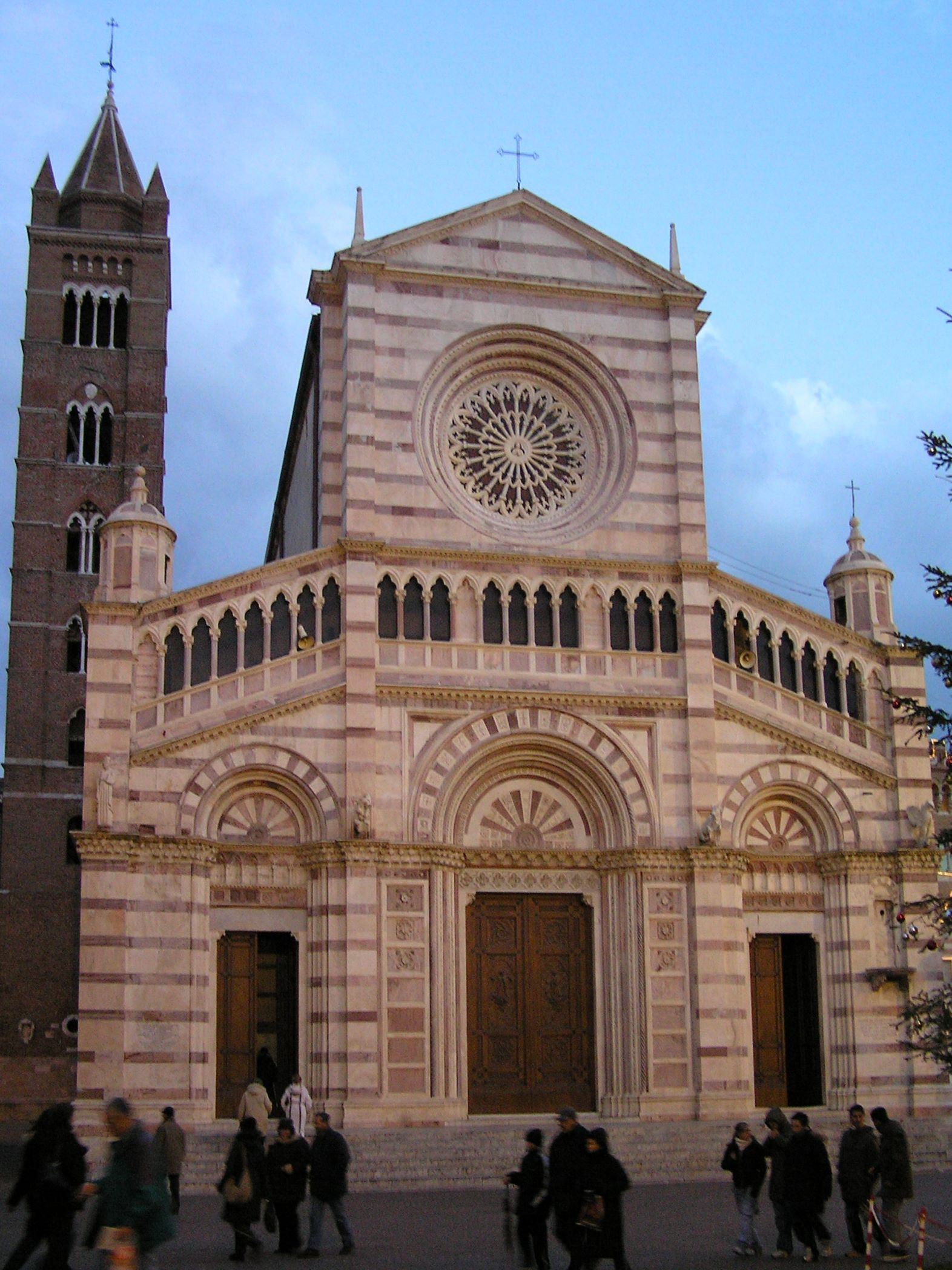
格罗塞托主教座堂

格罗塞托圣老楞佐主教座堂（義大利語：Cattedrale di San Lorenzo）位于意大利托斯卡纳大区格罗塞托，是天主教格罗塞托教区的主教座堂，主保圣人是圣老楞佐。
该堂建于13世纪末，直到15世纪才建成。
立面用黑白大理石砌筑，罗曼式建筑风格，为16世纪和19世纪重建的结果。堂内主要艺术品为领洗池（1470–1474）和“恩宠之母”（1470）。
钟楼完成于1402年。
42°45′36″N 11°06′49″E / 42.76°N 11.1137°E